# Temelucha quebecensis
Temelucha quebecensis là một loài tò vò trong họ Ichneumonidae.